# Marcelino Ñamandu
Marcelino Nicolás Ñamandu (Caacupé, 28 de julio de 1999) es un futbolista paraguayo. Se desempeña como centrocampista y actualmente juega en el club Rubio Ñu de la Segunda División de Paraguay.

## Trayectoria
Ñamandu, hizo su debut profesional el 22 de julio de 2018 en la Copa Paraguay con el club Cerro Porteño proveniente de la reserva del club. Fue tenido en cuenta por el entonces director técnico Luis Zubeldía para el encuentro ante el Club Cristóbal Colón, ingresó en el minuto 61 y luego fue citado para entrenar con el plantel principal.
En la primera rueda del Torneo Apertura 2021 con Cerro Porteño no disputó ni un solo encuentro por causa de una lesión meniscal.

## Clubes
| Club                             | País     | Año       |
| -------------------------------- | -------- | --------- |
| Cerro Porteño                    | Paraguay | 2018-2023 |
| Deportivo Maldonado (préstamo)   | Uruguay  | 2022      |
| General Caballero JLM (préstamo) | Paraguay | 2022      |
| Tacuary FC                       | Paraguay | 2023      |
| Rubio Ñu                         | Paraguay | 2024-act. |

## Palmarés

### Títulos nacionales
| Título          | Club          | País     | Año  |
| --------------- | ------------- | -------- | ---- |
| Torneo Apertura | Cerro Porteño | Paraguay | 2020 |